# Canottaggio ai Giochi della XVII Olimpiade - Quattro senza maschile
La competizione del quattro senza maschile dei Giochi della XVIII Olimpiade si è svolta dal 31 agosto al 3 settembre 1960 al bacino del Lago Albano a Castel Gandolfo.

## Programma
| Data              | Round      | Note                                           |
| ----------------- | ---------- | ---------------------------------------------- |
| 31 agosto 1960    | 3 Batterie | I vincitori in finale. I restanti ai recuperi. |
| 1º settembre 1960 | 3 Recuperi | I vincitori in finale.                         |
| 3 settembre 1960  | Finale     |                                                |

## Risultati

### Batterie
| Pos. | Nazione       | Atleti                                                                        | Tempo   |
| ---- | ------------- | ----------------------------------------------------------------------------- | ------- |
| 1    | Gran Bretagna | Michael Beresford, Christopher Davidge Colin Porter, John Vigurs              | 6'28"18 |
| 2    | Stati Uniti   | Arthur Ayrault, Theodore Nash John Sayre, Richard Wailes                      | 6'29"67 |
| 3    | Polonia       | Benedykt Augustyniak, Kazimierz Neumann Bogdan Poniatowski, Antoni Rosołowicz | 6'34"20 |
| 4    | Ungheria      | Lajos Kiss, György Sarlós József Sátori, Béla Zsitnik Sr.                     | 6'34"90 |
| 5    | Danimarca     | Hugo Christiansen, Mogens Jensen Børge Kaas Andersen, Ole Kassow              | 6'44"20 |
| 6    | Finlandia     | Eero Laine, Heikki Laine Pertti Laine, Arto Nikulainen                        | 7'08"95 |

| Pos. | Nazione        | Atleti                                                        | Tempo   |
| ---- | -------------- | ------------------------------------------------------------- | ------- |
| 1    | Cecoslovacchia | Jindřich Blažek, Miroslav Jíška René Líbal, Jaroslav Starosta | 6'36"65 |
| 2    | Romania        | Martin Bieltz, Ionel Petrov Ştefan Pongratz, Iosif Varga      | 6'43"45 |
| 3    | Sudafrica      | David Lord, Willem Jacobus Mok Trevor Steyn, John Stocchi     | 6'46"58 |
| 4    | Australia      | Peter Gillon, Peter Guest James Michael Jelbart, Brian Vear   | 6'49"83 |
| 5    | Canada         | Robert Adams, Clayton Brown Chris Leach, Franklin Zielski     | 6'56"32 |

| Pos. | Nazione          | Atleti                                                              | Tempo   |
| ---- | ---------------- | ------------------------------------------------------------------- | ------- |
| 1    | Unione Sovietica | Igor Akhremchik, Jurj Bachurov Valentin Morkovkin, Anatolj Tarabrin | 6'29"41 |
| 2    | Italia           | Tullio Baraglia, Renato Bosatta Giancarlo Crosta, Giuseppe Galante  | 6'31"84 |
| 3    | Germania         | Victor Hendrix, Manfred Kluth Georg Niermann, Albrecht Wehselau     | 6'36"81 |
| 4    | Svizzera         | Paul Kölliker, Göpf Kottmann Kurt Schmid, Rolf Streuli              | 6'43"48 |
| 5    | Argentina        | Juan Huber, Héctor Moni Ángel Pontarolo, Vicente Vansteenkiste      | 6'52"32 |

### Recuperi
| Pos. | Nazione     | Atleti                                                          | Tempo   |
| ---- | ----------- | --------------------------------------------------------------- | ------- |
| 1    | Stati Uniti | Arthur Ayrault, Theodore Nash John Sayre, Richard Wailes        | 6'24"84 |
| 2    | Germania    | Victor Hendrix, Manfred Kluth Georg Niermann, Albrecht Wehselau | 6'27"61 |
| 3    | Canada      | Robert Adams, Clayton Brown Chris Leach, Franklin Zielski       | 6'44"77 |
| 4    | Australia   | Peter Gillon, Peter Guest James Michael Jelbart, Brian Vear     | 6'45"25 |
| -    | Finlandia   | Eero Laine, Heikki Laine Pertti Laine, Arto Nikulainen          | NP      |

| Pos. | Nazione   | Atleti                                                                        | Tempo   |
| ---- | --------- | ----------------------------------------------------------------------------- | ------- |
| 1    | Svizzera  | Paul Kölliker, Göpf Kottmann Kurt Schmid, Rolf Streuli                        | 6'42"19 |
| 2    | Romania   | Martin Bieltz, Ionel Petrov Ştefan Pongratz, Iosif Varga                      | 6'47"04 |
| 3    | Polonia   | Benedykt Augustyniak, Kazimierz Neumann Bogdan Poniatowski, Antoni Rosołowicz | 6'48"50 |
| 4    | Argentina | Juan Huber, Héctor Moni Ángel Pontarolo, Vicente Vansteenkiste                | 6'56"35 |

| Pos. | Nazione   | Atleti                                                             | Tempo   |
| ---- | --------- | ------------------------------------------------------------------ | ------- |
| 1    | Italia    | Tullio Baraglia, Renato Bosatta Giancarlo Crosta, Giuseppe Galante | 6'37"79 |
| 2    | Ungheria  | Lajos Kiss, György Sarlós József Sátori, Béla Zsitnik Sr.          | 6'43"44 |
| 3    | Danimarca | Hugo Christiansen, Mogens Jensen Børge Kaas Andersen, Ole Kassow   | 6'49"75 |
| 4    | Sudafrica | David Lord, Willem Jacobus Mok Trevor Steyn, John Stocchi          | 6'50"32 |

### Finale
| Pos.    | Nazione          | Atleti                                                              | Tempo   |
| ------- | ---------------- | ------------------------------------------------------------------- | ------- |
| Oro     | Stati Uniti      | Arthur Ayrault, Theodore Nash John Sayre, Richard Wailes            | 6'26"26 |
| Argento | Italia           | Tullio Baraglia, Renato Bosatta Giancarlo Crosta, Giuseppe Galante  | 6'28"78 |
| Bronzo  | Unione Sovietica | Igor Akhremchik, Jurj Bachurov Valentin Morkovkin, Anatolj Tarabrin | 6'29"62 |
| 4       | Cecoslovacchia   | Jindřich Blažek, Miroslav Jíška René Líbal, Jaroslav Starosta       | 6'34"30 |
| 5       | Gran Bretagna    | Michael Beresford, Christopher Davidge Colin Porter, John Vigurs    | 6'36"18 |
| 6       | Svizzera         | Paul Kölliker, Göpf Kottmann Kurt Schmid, Rolf Streuli              | 6'38"81 |